# Гург
Гург (фр. Gourgue, окс. Gorga) — коммуна во Франции, находится в регионе Юг — Пиренеи. Департамент — Верхние Пиренеи. Входит в состав кантона Ланнемезан. Округ коммуны — Баньер-де-Бигор.
Код INSEE коммуны — 65207.

## География

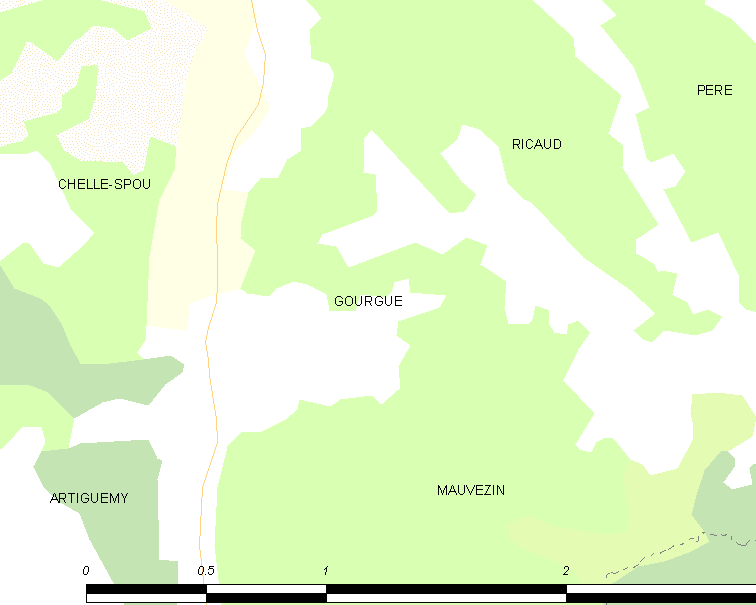
Карта коммуны

Коммуна расположена приблизительно в 660 км к югу от Парижа, в 110 км юго-западнее Тулузы, в 19 км к юго-востоку от Тарба.
Коммуна расположена на плато Ланнемезан. На западе коммуны протекает река Аррос.

## Климат
Климат умеренно-океанический с солнечной тёплой погодой и обильными осадками на протяжении практически всего года.

## Население
Население коммуны на 2010 год составляло 48 человек.
| 1962 | 1968 | 1975 | 1982 | 1990 | 1999 | 2010 |
| ---- | ---- | ---- | ---- | ---- | ---- | ---- |
| 43   | 47   | 43   | 48   | 52   | 44   | 48   |

## Администрация
| Период | Период | Фамилия       | Партия | Примечания |
| ------ | ------ | ------------- | ------ | ---------- |
| 2001   | 2020   | Морис Кабарру |        |            |

## Экономика
В 2010 году среди 21 человека трудоспособного возраста (15-64 лет) 16 были экономически активными, 5 — неактивными (показатель активности — 76,2 %, в 1999 году было 63,0 %). Из 16 активных жителей работали 14 человек (7 мужчин и 7 женщин), безработных было 2 (0 мужчин и 2 женщины). Среди 5 неактивных 1 человек был учеником или студентом, 2 — пенсионерами, 2 были неактивными по другим причинам.